# Lebusa
Lebusa es un municipio del distrito de Elba-Elster, en Brandeburgo (Alemania). Pertenece al Amt (Unión de municipios) de Schlieben.
- Datos: Q551519
- Multimedia: Lebusa / Q551519

1. ↑  Worldpostalcodes.org, código postal n.º 04936.